# Khanat
Khanat (türkisch-neulateinisch) oder Chanat (persisch خانات chānāt, türkisch Hanlık) ist die Bezeichnung für die historischen Staatsgebilde der türkischen und mongolischen Stämme im Sinne eines mittelalterlichen Feudalstaates. Sie wurden von einem Khan (oder Chan) regiert, woher auch der Name rührt. Zum Vergleich für ähnliche europäische Staatsgebilde können z. B. ein Fürstentum oder ein Königreich genannt werden.
Größer und mächtiger als ein Khanat war ein Khaghanat (Chaghanat) – das Verhältnis ist vergleichbar wie das eines Königreichs zu einem Kaiserreich.

## Liste der Khanate
Bulgarische Khanate:
- Großbulgarisches Khanat (630–665)
- Khanat der Wolgabulgaren (665–1391)
- Khanat der Donau-Bulgaren (681–1064)

Die großen Reiche der Mongolen:

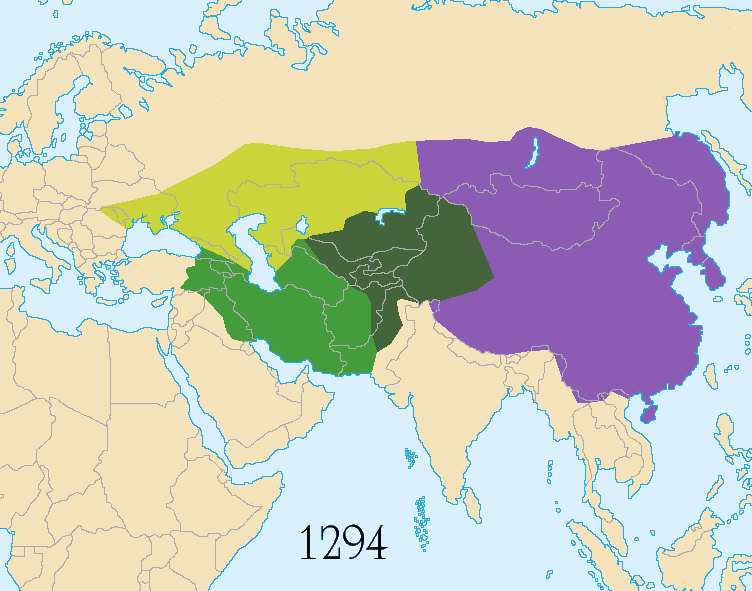
Nachfolger des Mongolischen Reiches:
Khanat der Goldenen Horde
Tschagatai-Khanat
Ilchanat
und das Reich der Yuan-Dynastie

- Das Mongolische Reich (1190 bis 1260) wird auch als mongolisches Großkhanat bezeichnet[2]
- Tschagatai-Khanat (1229–1571), Nachfolger des Mongolischen Reiches, eines der sogenannten Vier großen Mongolen-Khanate
- Yarkant-Khanat (1514–1680), auf dem Gebiet des Tschagatai-Khanats
- Khanat von Mogulistan (14./15. Jahrhundert), im Osten des Tschagatai-Khanats
- Ilchanat (1256–1335), Nachfolger des Mongolischen Reiches, eines der sogenannten Vier großen Mongolen-Khanate
- Ögedei-Khanat (ungefähr 1225–1309), Nachfolger des Mongolischen Reiches[3]
- Khanat der Goldenen Horde (1236–1502), auch Kyptschak-Khanat, Nachfolger des Mongolischen Reiches, eines der sogenannten Vier großen Mongolen-Khanate
- Orda-Khanat, Khanat der Weißen Horde und Khanat der Blauen Horde, Teilreiche der Goldenen Horde

Weitere nachfolgenden Reiche:
- Khanat Kasan (1437–1552), Abspaltung bzw. Nachfolger der Goldenen Horde, ein tatarisches Khanat
- Khanat der Großen Horde (1438–1502),[4] der Rest von der Goldenen Horde nach den Abspaltungen
- Khanat der Krim (1440–1783/92), Abspaltung von der Goldenen Horde
- Khanat Astrachan (1441/66–1554), tatarische Abspaltung von der Goldenen Horde
- Khanat der Nogaier-Horde (13.–16. Jahrhundert), tatarische Abspaltung der Goldenen Horde
- Usbeken-Khanat (1428–1506), Nachfolger der Goldenen Horde, später Khanat Buchara (1506–1753/85)
- Khanat Sibir (1467–1582/1600), tatarische Abspaltung vom Usbeken-Khanat
- Khanat Chiwa (1510–1920), Abspaltung vom Khanat Buchara
- Khanat Kokand (1710–1876), Abspaltung vom Khanat Buchara

Spätere, neue Reiche:
- Kasachen-Khanat (1509–1822/48)
- Kalmückisches Khanat (1633–1771) der Oiraten in der Eurasischen Steppe
- Choschuten-Khanat (1638–1717) der Oiraten in Tibet
- Dsungarisches Khanat (1638–1759) der Oiraten in Xinjiang

Weitere Herrschaften:
- Khanat von Kumul (1759–1931), halbautonome lokale Herrschaft in China[5]
- Khanat von Kassimow (1452–1681), autonome lokale Herrschaft im Großfürstentum Moskau
- Khanat von Kalat (1638–1955), Fürstentum im heutigen Pakistan

Khanate im Kaukasus, insbesondere in Aserbaidschan; sie erlangten nach dem Tod Nadir Schahs im Jahr 1747 ihre Unabhängigkeit von Persien, um später von Russland annektiert zu werden:

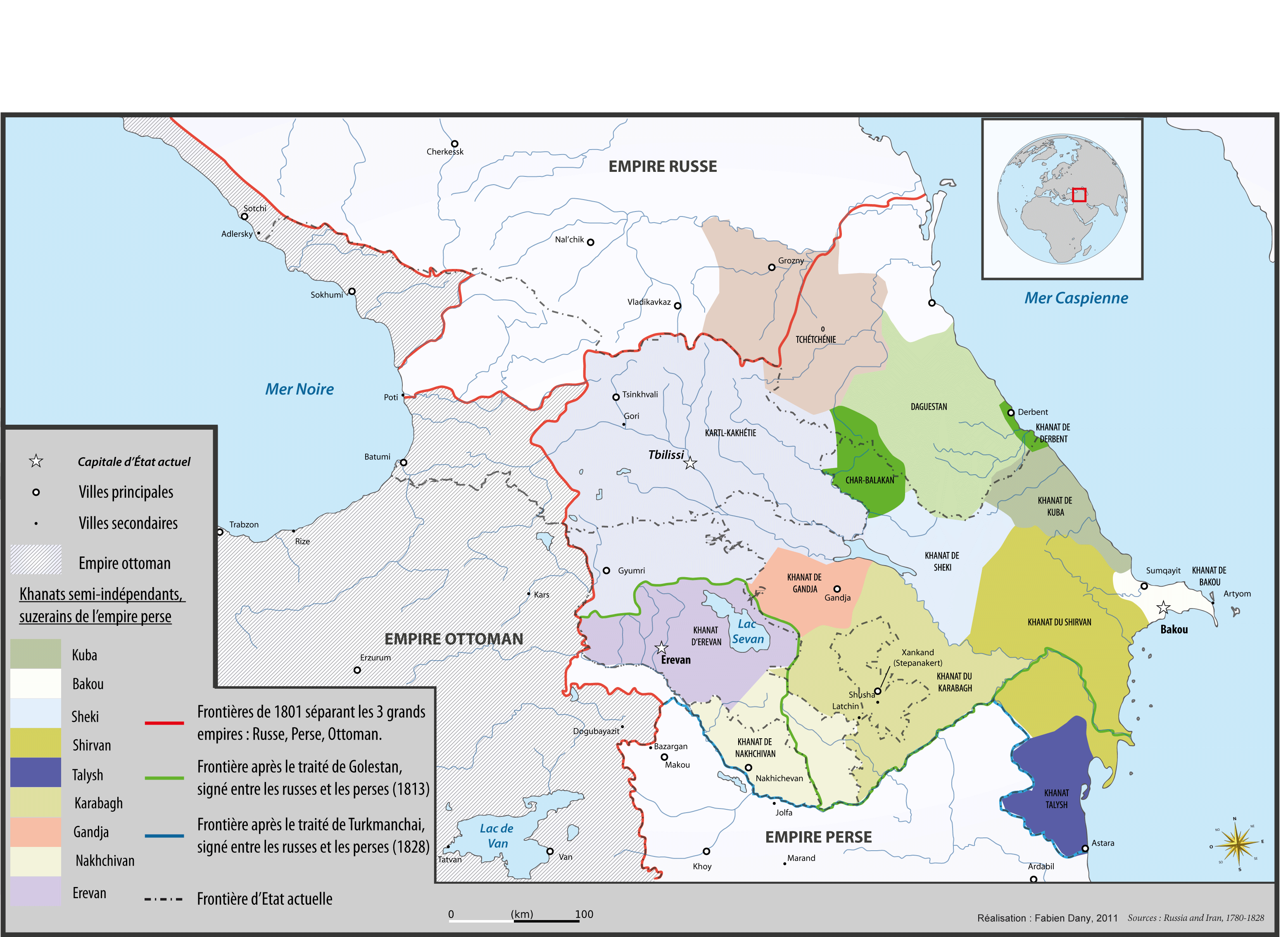
Karte mit Khanaten im Kaukasus (französisch), 2011

- Awarisches Khanat (13./15. Jahrhundert-1821/64), auch Nuzal-Khanat und Khundzia genannt
- Khanat Scheki (1500–1819), unabhängig 1747
- Khanat Karabach (1606–1822), unabhängig 1747
- Khanat Quba (1680–1806), unabhängig 1747
- Khanat Salyan (1729–1789), erneut unabhängig 1747, danach Teil vom Khanat Quba
- Khanat Derbent (1747–1806)
- Khanat Ardabil (1747–1753)
- Khanat Gandscha (1747–1804)
- Khanat Nachitschewan (1747–1828)
- Khanat Eriwan (1747–1828)
- Khanat Baku (1747–1806)
- Khanat Talysch (1747–1826)
- Khanat Karadach (1747–1828)
- Khanat Schirwan (1748–1805)

## Verwendung des Begriffes
Es gibt viele historische Staaten, die Khanate waren, für die sich aber (im Deutschen) die Verwendung von 'Reich' durchgesetzt hat. Dazu gehören (im 10.–12. Jahrhundert) die frühen turko-mongolische Reiche der Petschenegen, Keraiten, Merkiten, Kara Kitai, Tataren und Naimanen.